# 画のないアニメ館
『画のないアニメ館』（えのないアニメかん）は、NHK-FMで2017年4月29日から2018年3月31日まで毎月最終土曜に生放送されていたラジオのトーク番組。
この番組は、声優がフリートークをしながら、リスナーから寄せられたアイデアをもとに、「アニメを音声のみで表現する」生番組である。元々は2016年8月21日に単発特番として放送された番組で、好評につきレギュラー番組に昇格した。
仕組みは、リスナーが、声優が吹き込む「画のないアニメ」を聴いて、そこから、このアニメに関するアイデアを投稿し、声優たちはその投稿に基づき、次のストーリーを考えて、「ぶっつけ本番」でこのアニメ作品を完成させるというもの。
脚本は清水東、ピアノ演奏は門司肇が行っていた。

## 放送時間
- 毎月最終土曜 23:00 - 翌1:00

## 出演者

### レギュラー
- 足立梨花 - 司会・ナレーション
- 徳井青空

### ゲスト

#### レギュラー版
| 回数 | 放送日         | ゲスト                                                     |
| ---- | -------------- | ---------------------------------------------------------- |
| 1    | 2017年4月29日  | 高山みなみ、小西克幸、村田太志                             |
| 2    | 2017年5月27日  | 森川智之、置鮎龍太郎、加隈亜衣                             |
| 3    | 2017年6月24日  | 岸尾だいすけ、飯田里穂、村田太志                           |
| 4    | 2017年7月29日  | 森田成一、増田俊樹、上田麗奈                               |
| 5    | 2017年8月13日  | 野沢雅子、森久保祥太郎、KENN、楠田亜衣奈、ロッカジャポニカ |
| 6    | 2017年8月26日  | 野島健児、渕上舞、ランズベリー・アーサー                   |
| 7    | 2017年9月30日  | 杉山紀彰、小松未可子、赤羽根健治                           |
| 8    | 2017年10月28日 | 鈴村健一、千葉千恵巳、仲村宗悟                             |
| 9    | 2017年11月25日 | 浅沼晋太郎、金元寿子、小林裕介                             |
| 10   | 2017年12月23日 | 玄田哲章、石上静香、村田太志                               |
| 11   | 2018年1月27日  | 阪口大助、内田彩、岸尾だいすけ                             |
| 12   | 2018年2月15日  | 梶裕貴、石川由依、橋詰知久                                 |
| 13   | 2018年3月31日  | 赤﨑千夏、久保ユリカ、白井悠介、西山宏太朗                 |

#### 特別版
| 放送日時                    | ゲスト                       |
| --------------------------- | ---------------------------- |
| 2016年8月21日 21:30 - 22:30 | 村田太志、内田彩、置鮎龍太郎 |
| 2018年9月24日 20:05 - 21:55 | 梶裕貴、代永翼、藤井ゆきよ   |
| 2019年2月16日 16:05 - 17:55 | 三森すずこ、福山潤、落合福嗣 |